# (5080) Oja
(5080) Oja es un asteroide perteneciente al cinturón de asteroides, descubierto el 2 de marzo de 1976 por Claes-Ingvar Lagerkvist desde el Observatorio de Kvistaberg, Uppsala, Suecia.

## Designación y nombre
Designado provisionalmente como 1976 EB. Fue nombrado Oja en honor profesor de astronomía finés Tarmo Oja que ejerció en la Universidad de Uppsala trabajando en la estructura galáctica y estrellas variables.

## Características orbitales
Oja está situado a una distancia media del Sol de 2,242 ua, pudiendo alejarse hasta 2,521 ua y acercarse hasta 1,963 ua. Su excentricidad es 0,124 y la inclinación orbital 5,450 grados. Emplea 1226,44 días en completar una órbita alrededor del Sol.

## Características físicas
La magnitud absoluta de Oja es 12,6. Tiene 7,766 km de diámetro y su albedo se estima en 0,218.